# Ponana irheae
Ponana irheae är en insektsart som beskrevs av Delong, Wolda och Estribi 1983. Ponana irheae ingår i släktet Ponana och familjen dvärgstritar. Inga underarter finns listade i Catalogue of Life.